# Celly de Rheydt
Celly de Rheydt, ook wel geschreven als Celly de Rheidt (Hamburg, 25 maart 1889 - aldaar, 8 april 1969) was een naaktdanseres. Ze werd vooral bekend door haar naar haar artiestennaam vernoemde ballet, een naaktrevue. Ze verwierf door haar gekozen beroep en haar drugsgebruik al snel een slechte reputatie, maar ook een zekere roem. Hierin is ze vergelijkbaar met Lola Bach en Anita Berber, die ook in haar revue danste.

## Vroege leven
De Rheydt was de dochter van een adellijke moeder, Mette Maria von der Reith, aan wie zij haar artiestennaam te danken had, en een scheepskapitein, Jürgen Diedrich Funk. Zij werd in 1889 geboren in Altona, een deelgemeente van de stad Hamburg. Ze kreeg bij geboorte de naam Anna Cäcilie Marie Funk. Haar vader maakte een eind aan zijn leven toen zij 15 jaar oud was. Haar moeder stierf tien jaar later. In datzelfde jaar, 1914, trouwde De Rheydt met Alfred Seweloh. Ze scheidden enige tijd later van hem en huwde in 1924 Moritz Rosner, een Weense theaterdirecteur. Ondanks haar huwelijken met mannen was ze een veel geziene gast bij de Toppkeller, een lesbische bar.

## Naaktdansen
In 1919 richtte De Rheydt haar Celly-de-Rheidt-Ballett op. De vrouwen mochten niet geheel naakt dansen, iets wat ze oplosten door gebruik te maken van sluiers en ondergoed. De bekendste danseres - buiten De Rheydt zelf - was Anita Berber, die later ook veel met Sebastian Droste zou dansen.
Al vrij snel volgde er morele kritiek op haar voorstellingen. Zo zou ze minderjarige meisjes laten optreden in haar voorstellingen, schreven Nederlandse kranten uit de eerste helft van de jaren 1920. Hoewel er een rechtszaak volgde, gingen deze echter niet over mogelijke aanwezigheid van minderjarigen. De rechtszaken die volgden, moesten bepalen of de naaktheid die De Rheydt vertoonde kunstzinnig was, of gewoonweg seksueel getint. Er volgde een veroordeling en boete; het naaktdansen werd niet kunstzinnig genoeg geacht.
Gedurende haar optredens was er niet alleen kritiek op het naaktdansen zelf, er werd ook veel kritiek geuit op het lichaam van De Rheydt. Zo zou ze te dik zijn. Een criticus schreef dat ze 'te veel spek op de ribben' had. Dergelijke kritiek bereikte ook Nederland. Zo schreef men in Het Vaderland over De Rheydt dat zij "voor het publiek haar niet eens buitengewoon schoone lichaam staat te verwringen en dat kunst noemt".
Tegen het midden van het decennium nam de populariteit van het naaktdansen af. De Sumatra Post, een krant uit Nederlands-Indië meende: "Men heeft de Berlijners sinds Balletten van Celly de Rheidt en Lola Bach op dit gebied zooveel voorgezet, dat zij [er] met de jaren hartelijk genoeg van begonnen te krijgen." Dat De Rheydt en Seweloh na hun scheiding in een wettelijke strijd waren geraakt om te bepalen wie de naam 'Celly-de-Rheidt-Ballett' in de toekomst mocht gebruiken, hielp hier niet bij. De Rheydt won, maar had veel aan populariteit ingeboet. Ze probeerde in 1927 terug te keren naar haar eerdere populariteit, maar dit mislukte. Ze raakte hierna snel in de vergetelheid, zelfs zodanig dat historicus Frits Boterman in 2016 niet met zekerheid kon zeggen wanneer zij overleden was. Zij stierf echter pas in 1969, teruggekeerd naar Hamburg. Ze werd begraven in het Friedhof Ohlsdorf.
- Gemeinsame Normdatei: 1061766527
- Virtual International Authority File: 311654493